# Чевельча (Оржицкий район)
Чевельча (укр. Чевельча) — село,
Чевельчанский сельский совет,
Оржицкий район,
Полтавская область,
Украина.
Код КОАТУУ — 5323687001. Население по переписи 2001 года составляло 837 человек.
Является административным центром Чевельчанского сельского совета, в который, кроме того, входит село
Рожки.
Законодательный орган — Чевельчанска Сільска Рада.

## Географическое положение
Село Чевельча находится на берегу реки Чевельча, которая через 8 км впадает в реку Оржица,
выше по течению примыкает село Сазоновка.
На реке сделано несколько запруд.

## История
Год основания — 1664.
Село указано на подробной карте Российской Империи и близлежащих заграничных владений 1816 года  как Николаевка
Николаевская церковь
После 1945 года присоеденен хутор Лисевичев (Чевельчанский)

## Экономика
- Молочно-товарная ферма: агро-фирма "Заря".

## Объекты социальной сферы
- Школа.

## Известные жители и уроженцы
- Зинник, Вера Филипповна (1923—1998) — Герой Социалистического Труда.